# Stephen Benton Elkins
Stephen Benton Elkins (New Lexington, 26 de septiembre de 1841-Washington D. C., 4 de enero de 1911) fue un industrial y político estadounidense. Se desempeñó como Secretario de Guerra entre 1891 y 1893. Sirvió en el Congreso de los Estados Unidos como delegado del Territorio de Nuevo México ante la Cámara de Representantes y como Senador por Virginia Occidental.

## Biografía
Nació en septiembre de 1841 cerca de New Lexington (Ohio), y se mudó con su familia a Westport (Misuri; ahora parte de Kansas City) a mediados de la década de 1840. Asistió a la Masonic College en Lexington (Misuri) en la década de 1850, y se graduó de la Universidad de Misuri en 1860. Después de graduarse, enseñó brevemente en la escuela en el condado de Cass (Misuri).
En la guerra civil estadounidense, ingresó en el Ejército de la Unión como capitán de milicia en la 77.° Infantería de Misuri. Se trasladó al Territorio de Nuevo México en 1864; ingresó al colegio de abogados ese mismo año y comenzó su práctica en Mesilla. Entre 1864 y 1865 fue miembro de la Cámara de Representantes del territorio. Al año siguiente fue nombrado fiscal de distrito y en 1867, fiscal general del Territorio. Desde 1867 hasta 1870 fue fiscal de distrito de los Estados Unidos para Nuevo México. En 1872 fue elegido, por el Partido Republicano, delegado del Territorio de Nuevo México a la Cámara de Representantes de los Estados Unidos. Permaneció allí hasta 1877, después de haber sido reelegido en 1874.
Continuó ejerciendo la abogacía y fundó y fue presidente del Banco Nacional de Santa Fe. Posteriormente se mudó a Virginia Occidental, donde fundó en 1890 la ciudad que lleva su nombre, en el marco de sus negocios en carbón y ferrocarriles.
Fue Secretario de Guerra de los Estados Unidos, del 17 de diciembre de 1891 al 5 de marzo de 1893, en la presidencia de Benjamin Harrison. En el cargo, recomendó que se restituyera el rango de teniente general; recomendó un aumento de la remuneración para oficiales, para mejorar la calidad del servicio; y amplió las funciones de inteligencia de la División de Información Militar.
Fue elegido para el Senado de los Estados Unidos en 1895, siendo reelegido en 1901 y 1907. En el Senado, presidió la comisión sobre el estudio geológico (56.° y 59.° Congreso) y la comisión de comercio interestatal (del 57.° al 61.° Congreso). Ocupó una banca hasta su muerte en Washington D. C., el 4 de enero de 1911. Fue sepultado en el cementerio de Maplewood en Elkins (Virginia Occidental).